# Demonax latevittatus
Demonax latevittatus är en skalbaggsart som beskrevs av Dauber 2003. Demonax latevittatus ingår i släktet Demonax och familjen långhorningar. Inga underarter finns listade i Catalogue of Life.